# Maria de Lourdes Pintasilgo
Maria de Lourdes Ruivo da Silva de Matos Pintasilgo (Abrantes, 18 de gener de 1930 - Lisboa, 10 de juliol de 2004) és l'única dona que ha estat Primera Ministra de Portugal, i la tercera d'Europa, només dos mesos després que Margaret Thatcher.
Era enginyera química i ocupà càrrecs directius a l'empresa privada. Políticament, durant la dictadura militava al Moviment Catòlic, dins el qual també ocupà càrrecs de primer nivell, tant nacional com internacional, fins i tot en organismes governamentals.
El 1974 fou nomenada Secretària d'Estat de Benestar Social del primer govern provisional després de la revolució, i Ministra d'Afers Socials a principis del 1975. El mateix 1975, Pintasilgo esdevingué la primera ambaixadora de Portugal a la Unesco.
El 1979, el President de Portugal, general António Ramalho Eanes, li encarregà de ser Primera Ministra a partir de l'1 d'agost, càrrec que només li durà tres mesos. Durant el seu mandat impulsà la modernització del sistema de seguretat social universal, la sanitat, l'educació i la legislació laboral.
Pintasilgo també fou, el 1986, la primera dona a competir per la Presidència de la República. Es presentà com a independent i obtingué només el 7% dels vots. El 1987 fou elegida diputada al Parlament Europeu pel Partit Socialista de Portugal, i ho fou fins al 1989.
Maria de Lourdes Pintasilgo morí d'un atac de cor a casa seva a l'edat de 74 anys.